# Okrožje Los Alamos, Nova Mehika
Okrožje Los Alamos je okrožje, ki leži v ameriški zvezni državi Nova Mehika. 
Leta 2000 je okrožje imelo 18.343 prebivalcev na 283 km² površine (od tega je manj kot 1 km² vodnih površin (manj kot 0,01 % celotnega površja)).
Sedež okrožja je Los Alamos